# Forges de Moisdon-la-Rivière
Les forges de Moisdon-la-Rivière sont situées sur la commune de Moisdon-la-Rivière dans le département de la Loire-Atlantique.

## Historique
En 1668, le prince Louis II de Bourbon-Condé, seigneur et baron de Châteaubriant, décide d'exploiter les ressources, notamment forestières, de sa baronnie. Condé veut également ainsi mettre à profit les nombreuses ressources minières du Pays de Châteaubriant. Le 2 décembre 1668, le Conseil des princes décide la construction d'une "usine à fer", au lieu-dit "Le Moulin Péan", au bord du Don, en Moisdon. Le prince de Condé passe contrat avec un technicien, du nom de René Saget,.
La Forge Neuve, d'abord appelée "Forge-Péan" est une "usine à fer" constituée de trois ateliers :
- Deux hauts fourneaux, permettant la réalisation de la fonte, qui résulte de la combustion du minerai de fer, du charbon de bois et de la castine à 1600 degrés
- Une forge d'affinerie, permettant la transformation de la fonte en fer,
- Un atelier de fenderie, pour réaliser des grandes barres de fer standardisées, aux tailles et poids identiques pour la construction et la marine royale. Ces barres représentent l'essentiel de la production.

Deux halles à charbon ainsi que des logements (logements ouvriers et maisons de maîtres) viennent compléter cet ensemble.
Le XVIIIe siècle est le siècle de l'apogée de la Forge Neuve. Son fonctionnement, novateur pour l'époque, repose sur l'énergie hydraulique et le charbon de bois. Mais au XIXe siècle, l'industrialisation, basée cette fois-ci sur le charbon de terre (la houille) et la vapeur d'eau, bouleverse complètement les cadres établis dans la région. Avec le traité de libre-échange entre la France et le Royaume-Uni signé par Napoléon III en 1860, ces nouvelles méthodes plus productives, venues d'Angleterre, entraînent une concurrence directe entre les produits français et les produits anglais. Cela sonne le glas de l'industrie métallurgique traditionnelle, comme à Moisdon. La Forge Neuve ferme définitivement en 1869.
À la fin du XIXe siècle, le site de la Forge Neuve devient une cidrerie puis une féculerie de pommes de terre au cours des années 1920.
Pendant la Seconde Guerre mondiale, la Forge Neuve est un lieu d'internement de plusieurs centaines de réfugiés espagnols en 1939, puis de 567 Tsiganes, de 1940 à 1942,.

En 1952, une SCI (Société Civile Immobilière) rachète le site et évite ainsi que la Forge Neuve retombe dans le domaine privé. Le site devient alors un lieu de loisirs, de promenades, de distractions. Un premier musée ouvre en 1984 dans l'ancienne halle à charbon, avant d'être entièrement rénové en 2013.

## Photographies

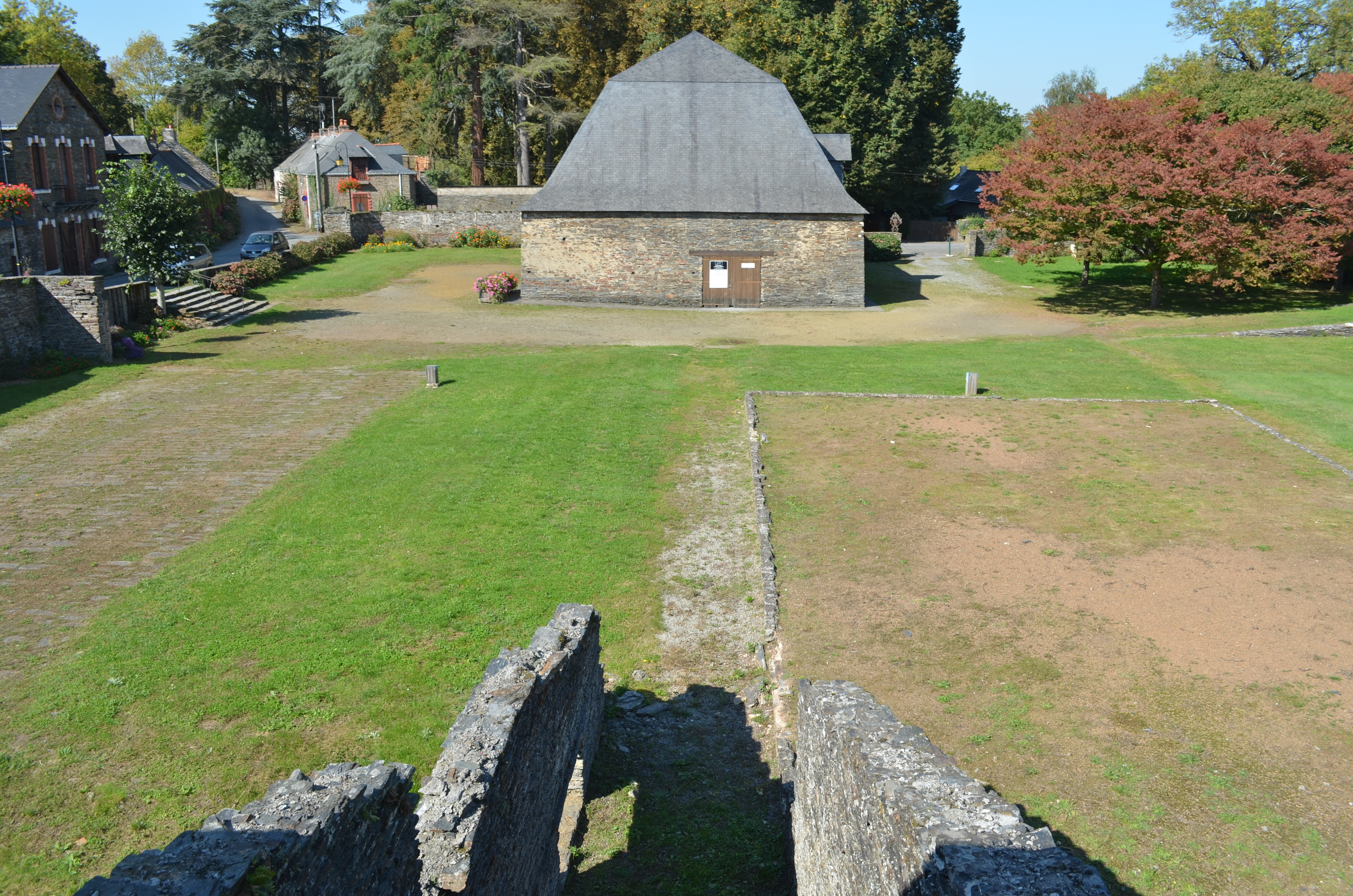
Halles (vestiges) et halle neuve
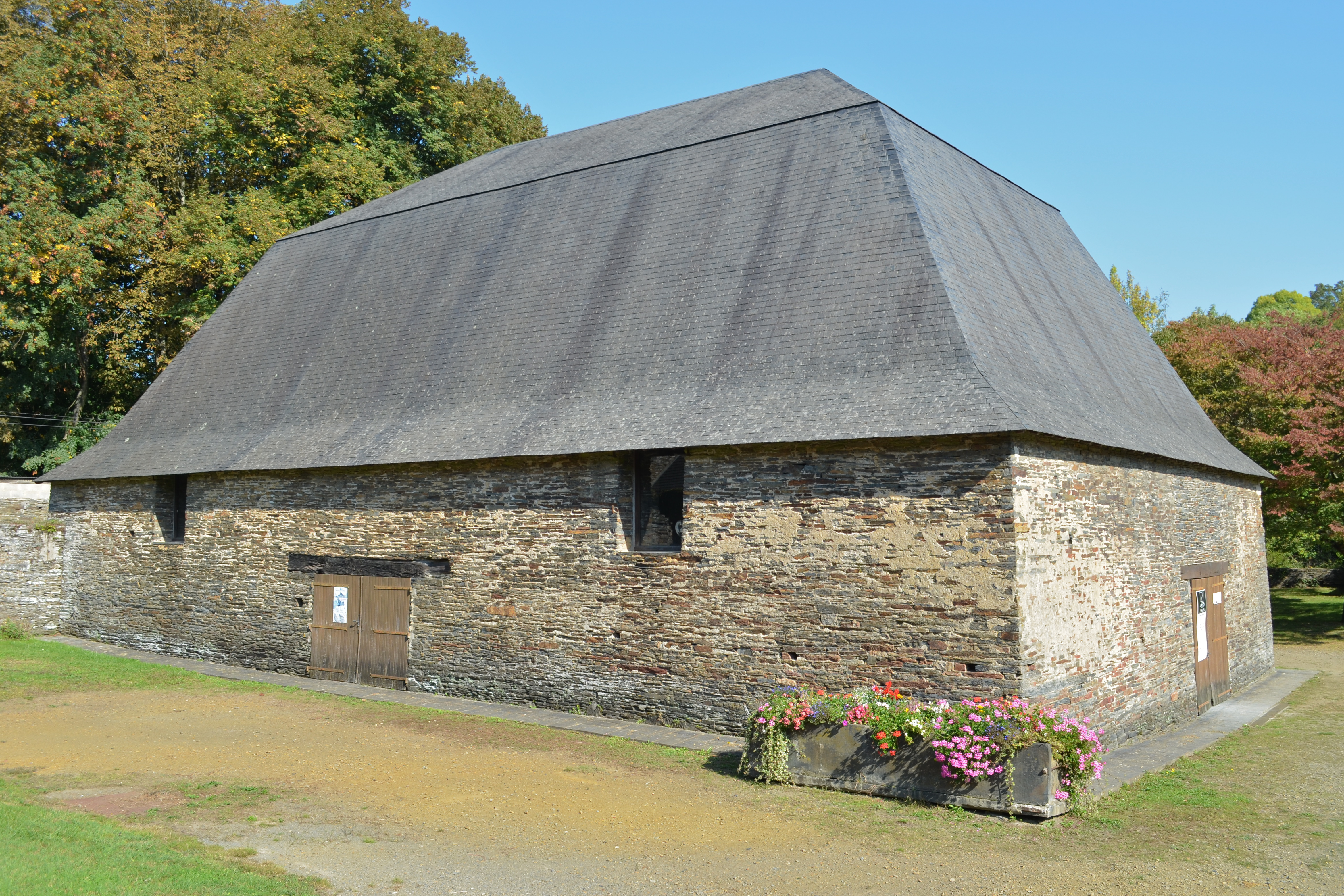
Halle neuve
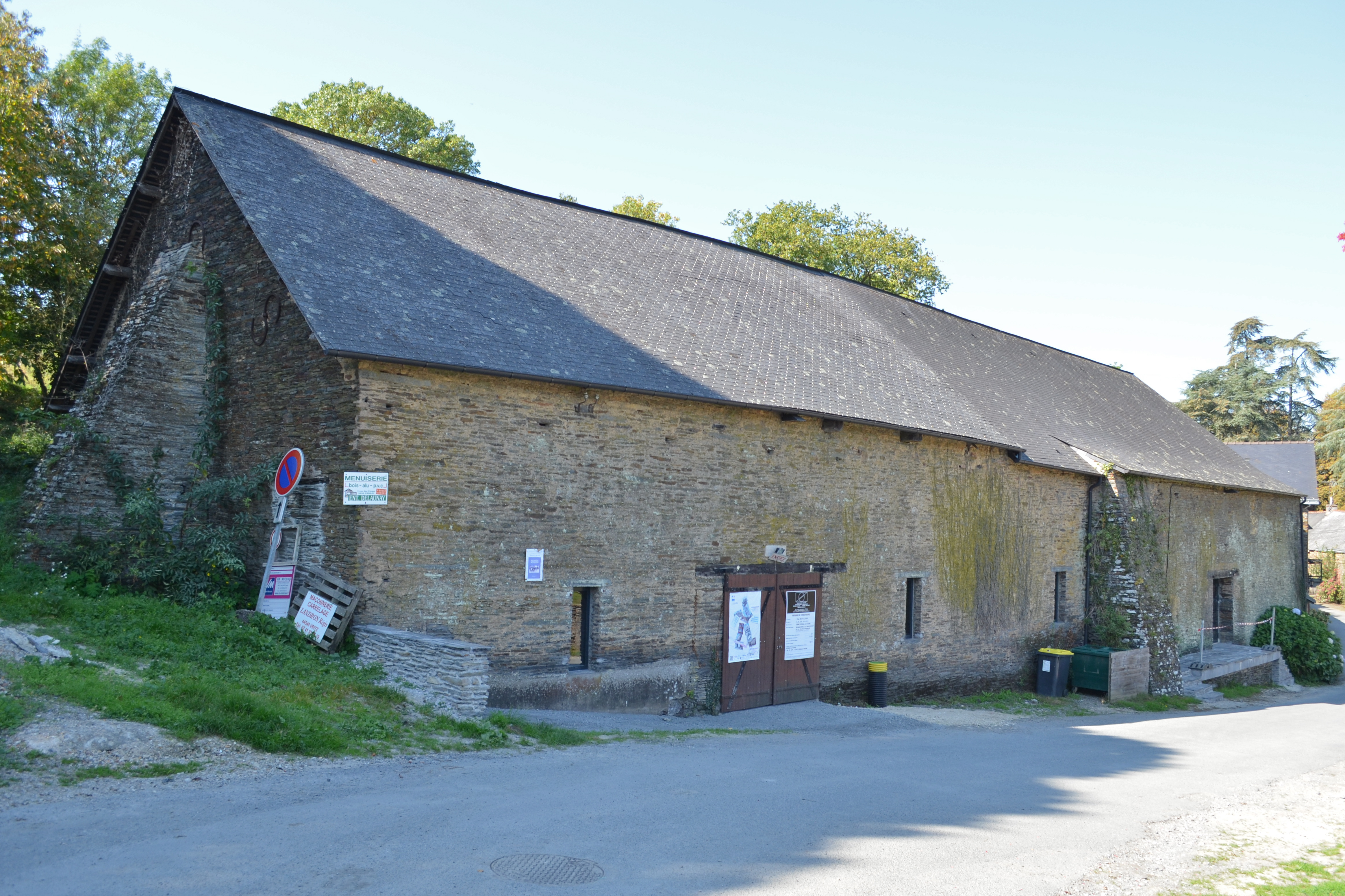
Halle à charbon
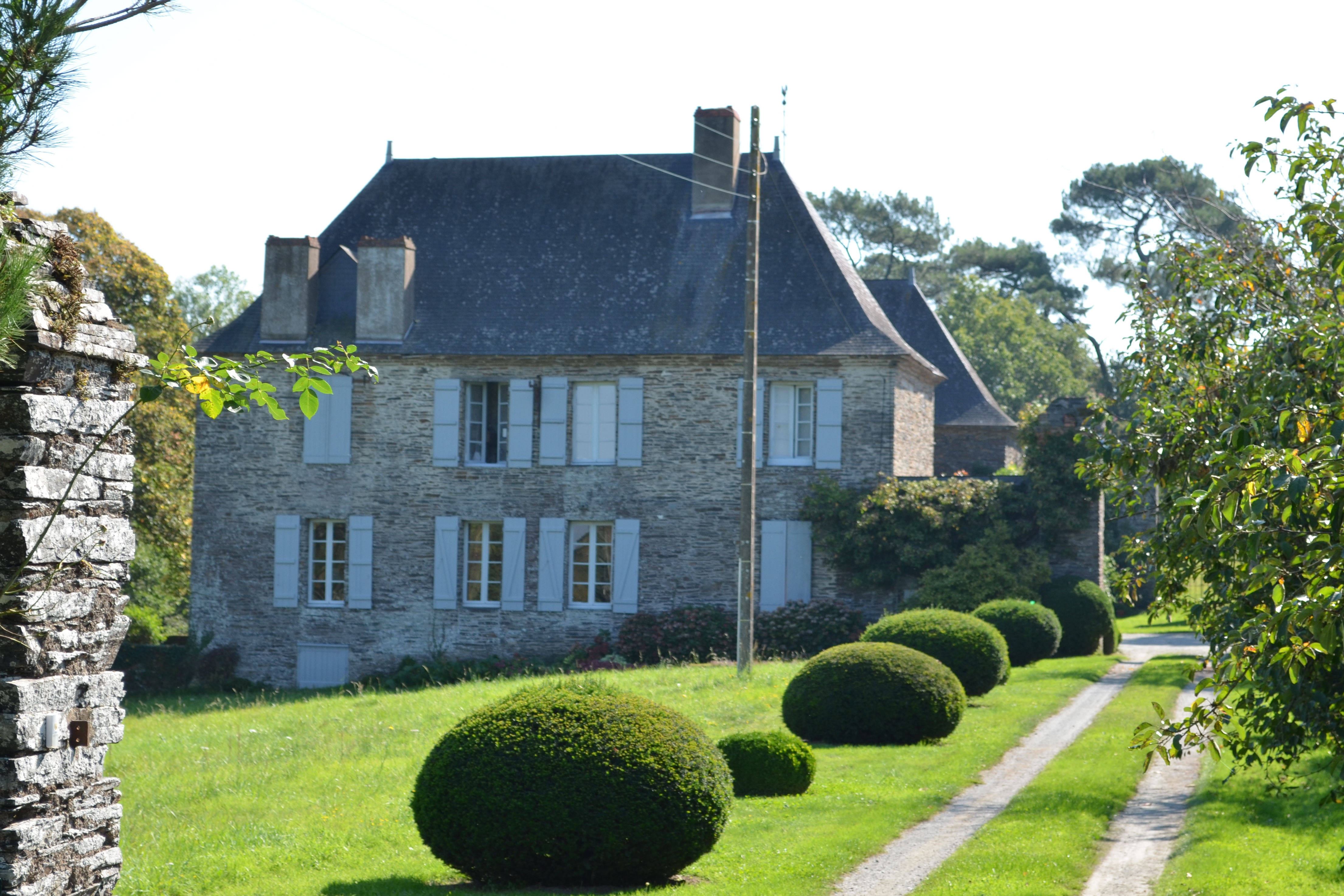
Maison de maître de forges (seconde)